# Jeremiah Norman Williams

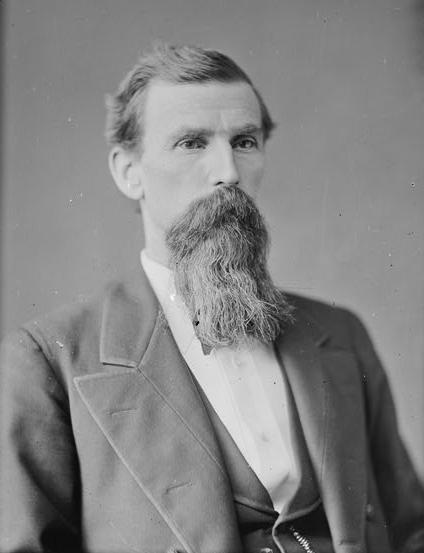
Jeremiah Norman Williams

Jeremiah Norman Williams (* 29. Mai 1829 nahe Louisville, Barbour County, Alabama; † 8. Mai 1915 in Clayton, Barbour County, Alabama) war ein US-amerikanischer Rechtsanwalt und Politiker (Demokratische Partei).

## Werdegang
Jeremiah Norman Williams besuchte private Vorbereitungsschulen in Barbour County und graduierte dann 1852 an der University of South Carolina in Columbia. Er studierte Jura in Montgomery und Tuskegee. Seine Zulassung als Anwalt bekam er 1855 und fing dann in Clayton (Alabama) an zu praktizieren. Nachdem Ausbruch des Amerikanischen Bürgerkrieges verpflichtete er sich in der Konföderiertenarmee, wurde Captain von den Clayton Guards und später Major im 1. Regiment, Alabama Infanterie.
Williams verfolgte ebenfalls eine politische Laufbahn. Er wurde 1872 Mitglied im Repräsentantenhaus von Alabama, allerdings wurde es ihm nicht gestattet seinen Sitz einzunehmen. Dann wurde er in den 44. Kongress gewählt und in den nachfolgenden 45. Kongress wiedergewählt. Er war im US-Repräsentantenhaus vom 4. März 1875 bis zum 3. März 1879 tätig. Während dieser Zeit hatte er den Vorsitz über das Committee on Expenditures im Postministerium (45. Kongress).
Später war er zwischen 1893 und 1899 als Chancellor der 3. Division tätig. Danach ging er wieder seine Tätigkeit als Anwalt in Clayton nach. Ferner nahm er 1901 an der verfassungsgebenden Versammlung von Alabama teil. Er verstarb 1915 in Clayton (Alabama) und wurde auf dem Stadtfriedhof beigesetzt.